# ۴۰۱ (میلادی)
۴۰۱ (میلادی) چهارصد  و یکمین سال تقویم میلادی است.

## درگذشتگان
‎